# كأس صربيا 2004–05
كأس صربيا 2004–05 هو الموسم 14 من كأس صربيا ‏. أقيم خلال الفترة 20 سبتمبر 2004 وحتى 24 مايو 2005، وأشرف على تنظيمه اتحاد صربيا لكرة القدم، وكان عدد الأندية المشاركة فيه 32، وفاز فيه FK Železnik ‏.